# Marie Antoinette (1938)
Marie Antoinette is een film uit 1938 onder regie van W.S. Van Dyke. Norma Shearer en Tyrone Power spelen de hoofdrollen. De film is gebaseerd het leven van Marie Antoinette van Oostenrijk en werd genomineerd voor vier Oscars, maar won er geen.

## Verhaal
De 15-jarige Marie Antoinette kan haar geluk niet op wanneer ze te horen krijgt te zullen trouwen met de toekomstige koning van Frankrijk, Lodewijk XVI van Frankrijk. Ze probeert zich thuis te voelen in het Kasteel van Versailles. Na haar bruiloft is ze teleurgesteld als blijkt dat Lodewijk eigenlijk geen koning wil worden en ook geen behoefte heeft aan het krijgen van kinderen. Ze zoekt troost bij Madame du Barry, de maîtresse van Lodewijk XV van Frankrijk.
Ondertussen beraamt Lodewijk Filips I van Orléans zelf zo zijn plannen om op de troon te komen. Hij probeert de toekomstige koning te schande te zetten door pogingen te doen zijn vrouw Marie Antoinette voor schut te zetten. Marie Antoinette weet nog niet hoe ze zich moet gedragen aan het Franse hof en Lodewijk Filips I maakt hier gebruik van. Om die reden zet ze uiteindelijk ongewild Madame du Barry voor schut. Deze zint op wraak en overtuigt de koning Marie Antoinettes huwelijk tegen te gaan. De koning sterft echter voor dit kan gebeuren.
Op een van de sociale gelegenheden ontmoet ze graaf Axel von Fersen van Zweden. Ze worden verliefd op elkaar en een affaire bloeit op. Later volgt de film al Marie Antoinettes tegenslagen, waaronder de moord op haar beste vriendin Maria Louise van Savoye-Carignano in 1792, de executie van Lodewijk in 1793 en hoe zij van haar zoontje Lodewijk Karel gescheiden wordt.
In de laatste scène wordt Marie Antoinette naar de guillotine gebracht en houdt ze haar afscheidstoespraak.

## Rolverdeling
| Acteur             | Personage                         | Foto |  |
| ------------------ | --------------------------------- | ---- |  |
| Norma Shearer      | Marie Antoinette van Oostenrijk   |      |  |
| Tyrone Power       | Graaf Axel de Fersen              |      |  |
| John Barrymore     | Lodewijk XV van Frankrijk         |      |  |
| Robert Morley      | Lodewijk XVI van Frankrijk        |      |  |
| Anita Louise       | Maria Louise van Savoye-Carignano |      |  |
| Joseph Schildkraut | Lodewijk Filips I van Orléans     |      |  |
| Gladys George      | Madame du Barry                   |      |  |
| Henry Stephenson   | Graaf de Mercey                   |      |  |
| Cora Witherspoon   | Gravin De Noailles                |      |  |
| Barnett Parker     | Prins De Rohan                    |      |  |
| Reginald Gardiner  | Graaf van Artois                  |      |  |
| Henry Daniell      | La Motte                          |      |  |
| Leonard Penn       | Toulan                            |      |  |
| Albert Van Dekker  | Graaf de Provence                 |      |  |
| Alma Kruger        | Keizerin-gemalin Maria Theresia   |      |  |
| Joseph Calleia     | Drouet                            |      |  |
| George Meeker      | Robespierre                       |      |  |
| Scotty Beckett     | de Dauphin                        |      |  |
| Marilyn Knowlden   | Prinses Marie Thérèse             |      |  |
| Harry Davenport    | Monsieur de Cosse                 |      |  |
| Nigel De Brulier   | Aartsbisschop De Beaumont         |      |  |
| Walter Walker      | Benjamin Franklin                 |      |  |

## Productie
William Randolph Hearst plande al een verfilming van het leven van Marie Antoinette te maken in 1933. Zijn vriendin Marion Davies zou hierin de titelrol spelen. Na een ruzie met de studio werd het project stopgezet. Irving Thalberg pakte het idee drie jaar later op. Het zou zijn laatste film worden.
De film werd groots aangepakt en had duizenden kostuums en sets. Om te beslissen welke kostuums gebruikt moesten werden, werden schilderijen van Marie Antoinette bestudeerd. In eerste instantie werd Sidney Franklin gevraagd voor de regie, maar hij werd al snel vervangen door Van Dyke.

## Ontvangst
Titelrolspeelster Norma Shearer noemde dit haar favoriete rol. In Nederland kreeg de film bij de release in 1938 een keuring van "18 jaar en ouder" met als toelichting: "Grandioze film met haar excellente spel. Laatste twee acten te beklemmend en de relatieverhoudingen en de impotentie van het koningspaar".
De film werd positief ontvangen en kreeg vier Oscarnominaties in de categorieën "Beste Actrice" (Norma Shearer), "Beste Mannelijke Bijrol" (Robert Morley), "Beste Muziek" (Herbert Stothart) en "Beste Decors" (Cedric Gibbons). Shearer verloor van Bette Davis in Jezebel (1938), Morley van Walter Brennan in Kentucky (1938), Stothart van Erich Wolfgang Korngold in The Adventures of Robin Hood (1938) en Gibbons van Carl Jules Weyl in The Adventures of Robin Hood (1938).